# Manuel Neira
Manuel Alejandro Neira Díaz (Santiago, 12 de outubro de 1977) é um ex-futebolista chileno.

## Carreira
Atuou por mais tempo no Colo-Colo. Hoje defende o San Felipe.

## Seleção
Neira integrou a Seleção Chilena de Futebol na Copa América de 2001. e atuou também na Copa de 98.